# Jaroslav Koch
Jaroslav Koch (* 20. Januar 1910 in Pecka (Nordostböhmen, heute Tschechien); † 8. Mai 1979) war ein tschechischer Psychologe und gilt als Wegbereiter und Begründer des Prager Eltern-Kind-Programms PEKiP.

## Leben
Seine ersten sieben Lebensjahre verbrachte er größtenteils bei seiner Großmutter in Jičín und von 1917 bis 1941 lebte er mit seinen Eltern in Wien. Dort besuchte er die tschechische Grund- und Realschule. Nach dem Abitur 1929 studierte er am Lehrerinstitut im böhmischen Soběslav. 1932 erhielt er die Zulassung als Lehrer für tschechische Schulen. Am Wiener Psychologischen Institut studierte er bis zu ihrer Emigration 1938 bei Charlotte Bühler und wurde 1940 mit der Arbeit Das soziale Verhalten der 10-14 jährigen Knaben bei gemeinsamer Arbeit und Spiel promoviert. Daran schloss sich eine Lehrtätigkeit im Fach Psychologie an der Universität Wien an. 
1942 zog er mit seiner Frau und den beiden Kindern nach Prag, wo er bis 1951 als Psychologe am Institut für menschliche Arbeit tätig war. 1968 habilitierte er sich an der Karls-Universität in Prag mit seiner Arbeit über Biorhythmen von Säuglingen. Von 1951 bis zu seinem Tode forschte er am Prager Institut für Mutter und Kind.

## Werk
Im Mittelpunkt seiner wissenschaftlichen Arbeit stand die Entwicklung des Kindes im ersten Lebensjahr. 1953 erschienen seine ersten Veröffentlichungen über neuropsychische Entwicklungen beim Säugling und Kleinkind. Mit Zdeněk Matějček verfasste er 1960 das Lehrbuch Psychologie und Pädagogik des Kindes für Kinderschwestern. In den Jahren 1972 bis 1978 wurden zahlreiche seiner Forschungsergebnisse im In- und Ausland veröffentlicht. 1974 erschien sein Buch Erziehung des Kindes durch Bewegung für die Fachöffentlichkeit und 1977 neu bearbeitet unter dem Titel Erziehung des Kindes in der Familie als Handbuch für Eltern in mehreren tschechischen und fremdsprachigen Auflagen. Das Prager Eltern-Kind-Programm baut auf seinen Arbeiten zur Entwicklung des Kindes im ersten Lebensjahr auf.

## Auszeichnung
- 1978 Preis des Gesundheitsministerium der ČSSR für seine erfolgreichen Forschungsarbeiten.

## Werke
- 1974 Erziehung des Kindes durch Bewegung
- 1977 Erziehung des Kindes in der Familie
- 1960 Psychologie und Pädagogik des Kindes (tschechisch: Psychologie a pedagogika dítĕte), Prag, mit Zdeněk Matějček
- Total baby development (New York 1978, ISBN 0-671-22408-5. Tschechischer Originaltitel: Výchova kojence v rodině. Ausgabe London 1982 unter dem Titel: Superbaby)